# IAME Pampa
«Па́мпа» (исп. Pampa) — марка тракторов, выпускавшихся тракторным заводом аргентинского государственного машиностроительного конгломерата IAME (в 1956 переименован в DINFIA). Являлся копией немецкого Lanz Bulldog. По разным данным было выпущено 3 500, 3 760 или 5 000 единиц в двух сериях.

## История

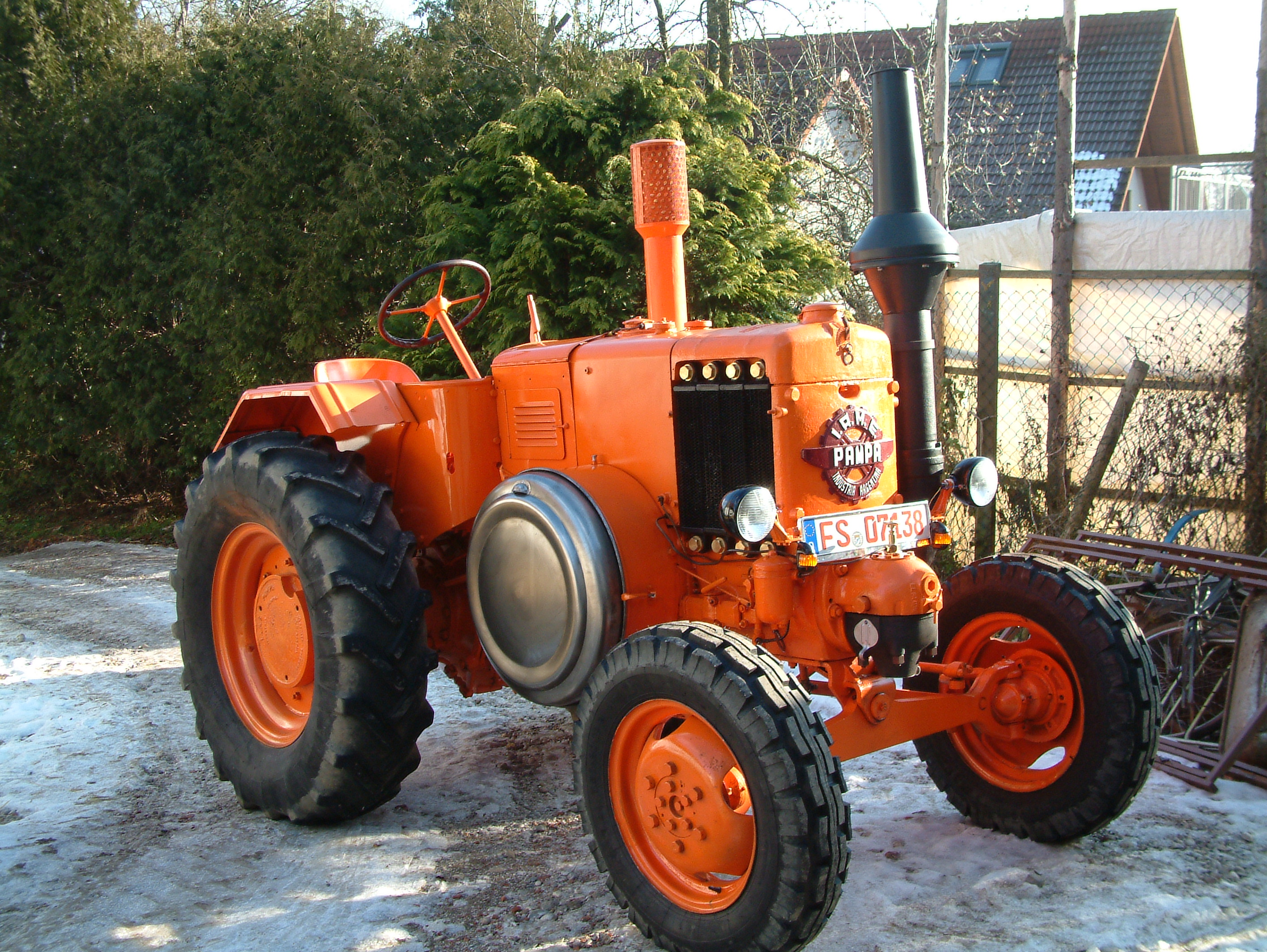
IAME Pampa

В 1948 году в День фермера в городе Эсперанса провинции Санта-Фе президент Аргентины Хуан Д. Перон в своей речи упомянул о торговой войне с США и намерении ввести запрет ввоза ряда продуктов оттуда, в том числе тракторов. Это вызвало недовольство фермеров, так как бо́льшая часть сельскохозяйственной техники и комплектующих импортировалась из Северной Америки. В ответ Перон пообещал населению разработать в течение трёх месяцев трактор для внутренних нужд.
В начале 1950-х Аргентина стремилась до минимума сократить импорт автомобилей, тракторов и дизельных двигателей за счёт собственного производства. В результате появились автомобили «Хустисиалиста», «Растрохеро», мотоциклы «Пума» и прочая техника. Это было связано с протекционизмом правительства Перона. В рамках этой политики, 11 августа 1952 года декретом № 4075 первого пятилетнего плана Аргентины было постановлено образование тракторного завода на станции Феррейра в городе Ко́рдова. Продукцией предприятия планировалось обеспечивать запросы сельхозпроизводителей страны, что было естественно для такого крупного производителя аграрной продукции как Аргентина. Первый камень в основание нового завода был заложен 21 января 1953 года министром аэронавтики Хуаном И. Сан-Мартином и президентом итальянской компании ФИАТ Витторио Валлеттой. По контракту с итальянцами, подписанного аргентинским конгломератом IAME 24 сентября 1954 года, на базе завода создавалось совместное предприятие FIAT Concord (Construcciones Córdoba). В итоге, было собрано только 300 единиц тракторов модели FIAT 55.

## Разработка

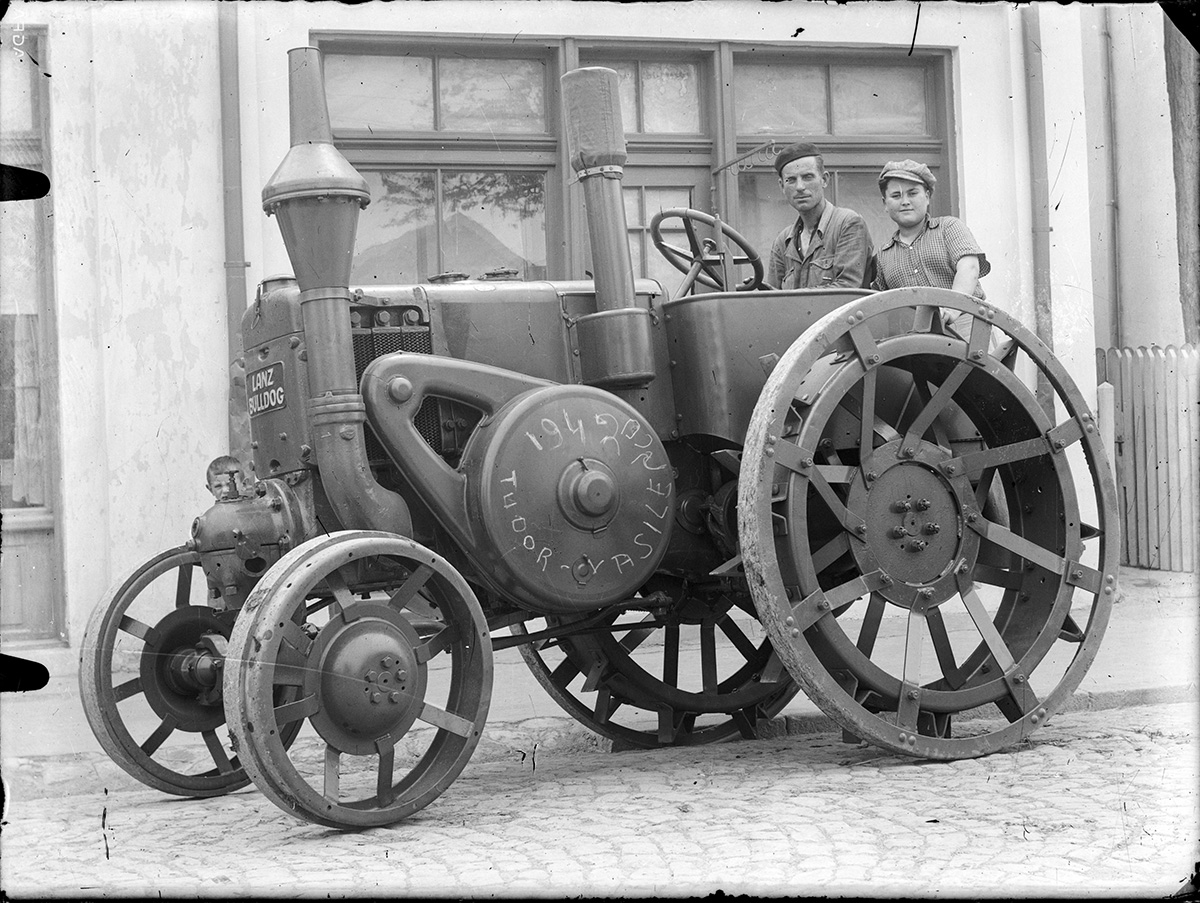
Lanz Bulldog

Обещание Перона вызывало сильные сомнения. В провинциях Кордова, Санта-Фе и Буэнос-Айрес был проведён опрос с целью выяснения общественного мнения относительно лучшего для Аргентины трактора. Наиболее подходящим был признан немецкий Lanz Bulldog D-1506, главными преимуществами которого были простота конструкции и нефтяной двигатель, который мог работать на различных видах топлива: керосине, лигроине, дизельном топливе, сырой нефти, растительном масле и даже животном жире, что для Аргентины — небогатой топливом и со слабой нефтеперерабатывающей промышленностью в то время, было важно. Два «бульдога» были импортированы из Уругвая, разобраны и изучены аргентинскими инженерами.
7 октября 1952 года был представлен первый прототип. Конструирование и сборка заняла менее четырёх месяцев, почти как и обещал Перон. Трактор был назван в честь главной житницы страны — Пампы, хотя существует версия, что оно возникло из-за характерного звука, издаваемого поршневым двигателем при работе — «Пам… Пам…». К 31 декабря были изготовлены 15 предсерийных прототипов, которые были направлены в разные провинции страны для прохождения тестовых испытаний.

## Производство

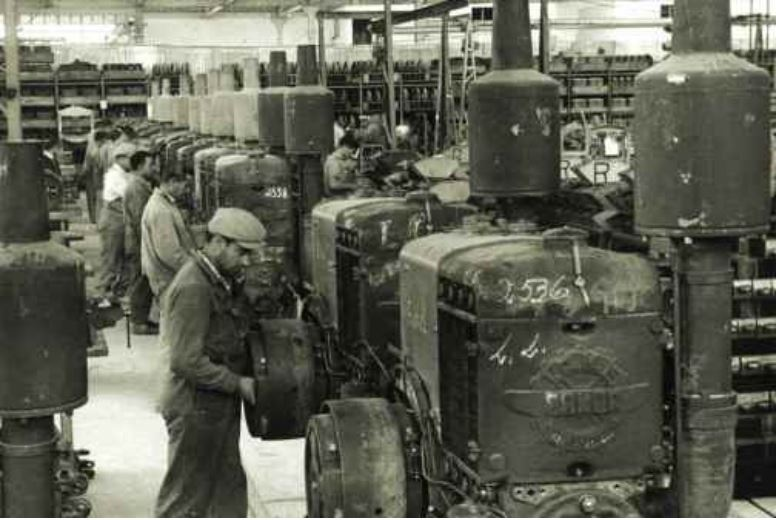
Сборка тракторов.
1955

К выпуску планировалось привлечь частный капитал. Первая партия (12 машин) серийных тракторов была представлена на заводе в Феррейра, Кордова 28 июня 1954 года, техническую помощь в производстве оказывала итальянская фирма «Фиат». Цена за единицу на первые тракторы составляла 85 000 аргентинских песо, что было дешевле импортных машин.
После свержения Перона политика государства резко сменилась. В ходе начавшейся «деперонизации» компания IAME была переименована в DINFIA. Главная роль в экономике теперь отводилась частному национальному и иностранному капиталам. Поддержка государственных предприятий сократилась. Это коснулась и тракторов «Пампа». По одним данным было произведено 3 760 единиц тракторов, по другим — 5 000.

## Конструкция

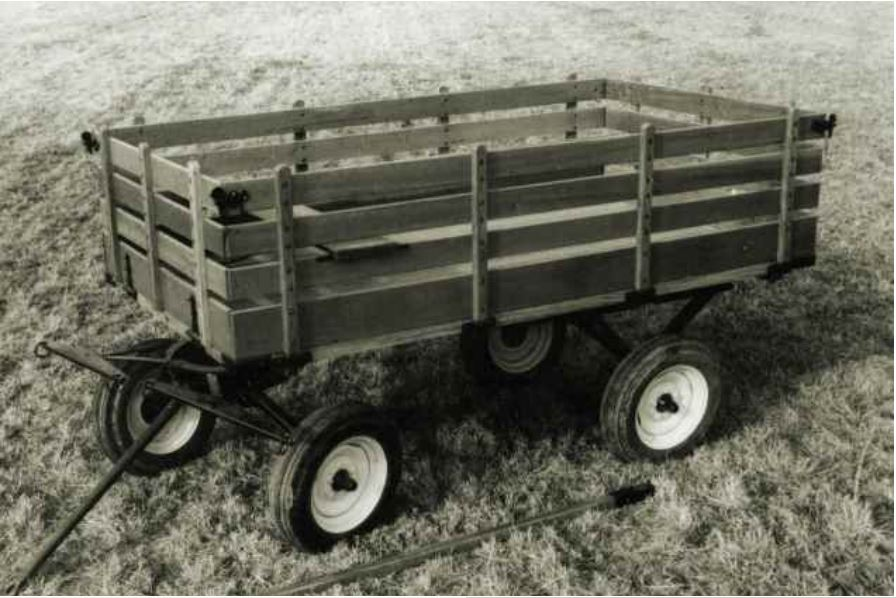
Прицеп. 1953

Конструкция трактора основана на базе немецкого Lanz Bulldog D-1506 с 55-сильным нефтяным двигателем калоризаторного типа. Неприхотливость и невысокая стоимость вызвали появление ряда аналогичных тракторов в Австралии (Kelly & Lewis KL-Bulldog), Италии (Landini), Испании (Lanz Iberica), Польше (Ursus C-45) и Франции (Le Percheron).
Трактора окрашивались в ярко-оранжевый цвет.

## Модели
- Pampa T01 — базовый вариант
- Pampa T02 — модифицированный вариант с двигателем 60 л.с. Существование данного варианта, как и производство до 1963 года ставится под сомнение[8][13].

## В игровой и сувенирной продукции
- Сборная стендовая модель в масштабе 1:43 выпускалась ограниченным тиражом компанией Schuco (Германия), номер по каталогу 3348[14].